# Carl Dörr (Maler)

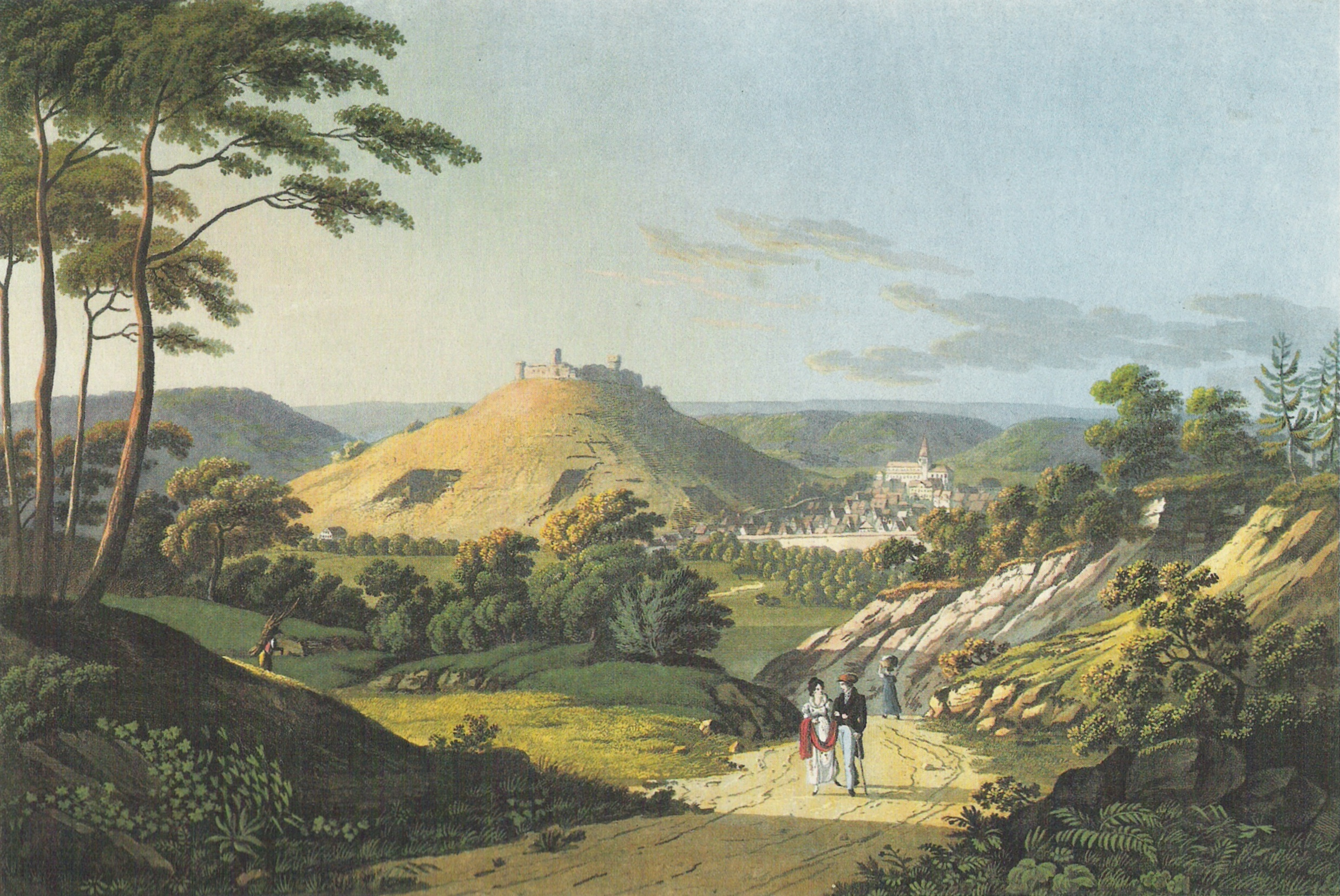
Carl Dörr: Blick auf Weinsberg und die Weibertreu, um 1820

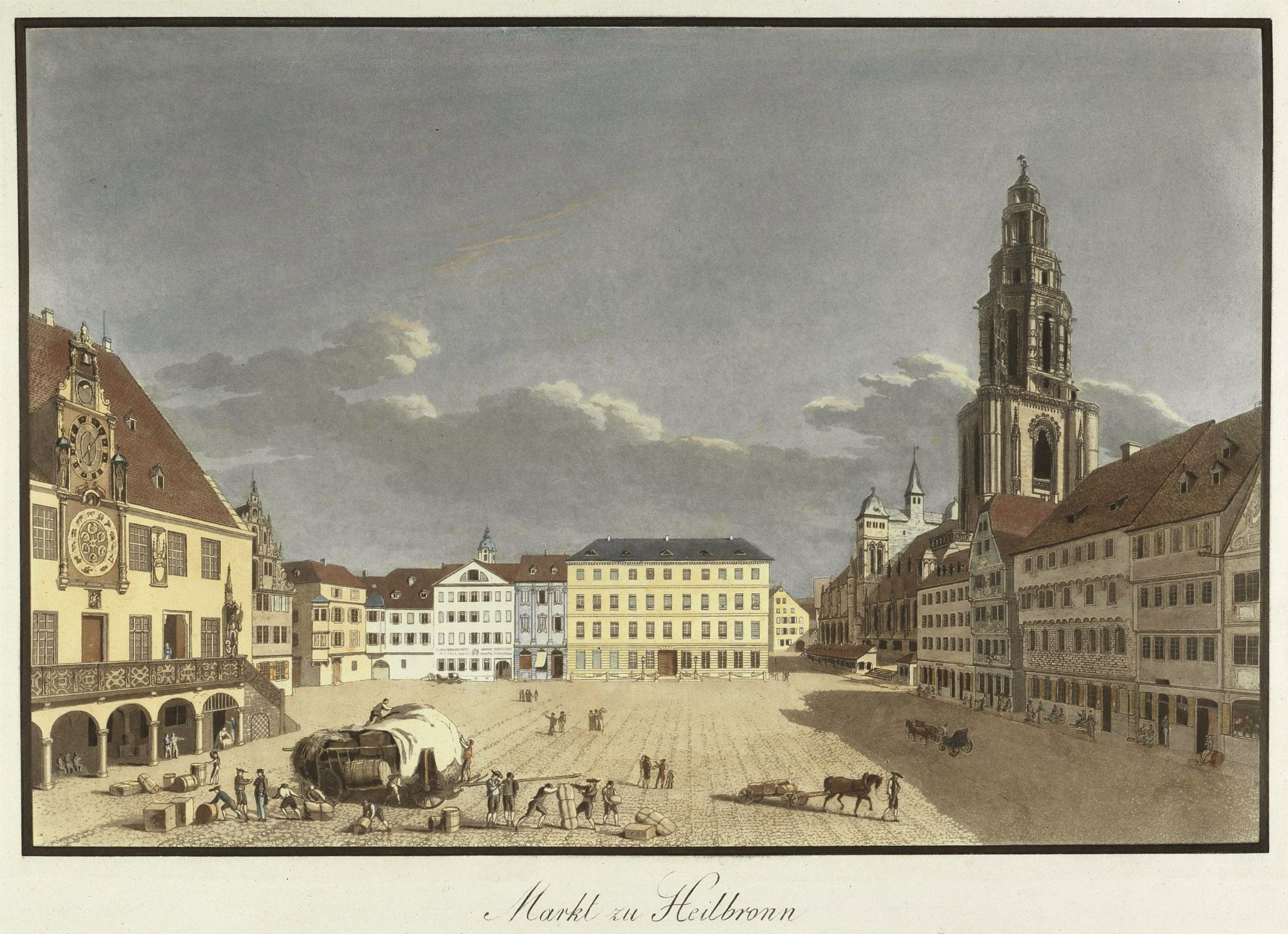
Markt zu Heilbronn. Der Marktplatz von Heilbronn mit dem Rathaus (links) und der Kilianskirche (rechts), zwischen 1820 und 1825 entstanden

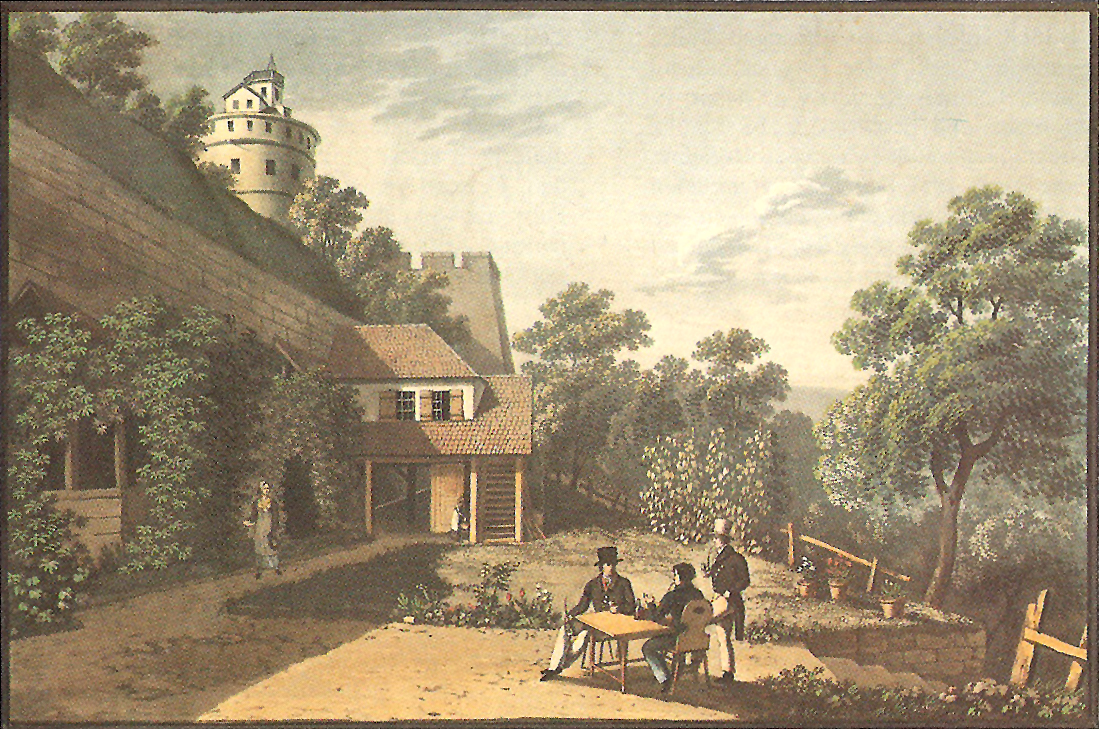
Im Garten der Schlossküferei (Aquatinta, ca. 1825)

Carl Friedrich Dörr, auch Carl Friedrich Doerr oder Karl Dörr (* 27. März 1777 in Tübingen; † 2. Februar 1842 in Heilbronn) war ein württembergischer Zeichner, Grafiker, Maler und Musiker der Romantik.

## Leben

### Jugend
Carl Friedrich Dörr wurde als Sohn des Tübinger Knopfmachers Adam Friedrich Dörr und dessen Frau Dorothea, geb. Seeger, geboren. Er stammte aus ärmlichen Verhältnissen und verließ 1791, im Alter von 14 Jahren, Tübingen, um eine Lehrstelle bei einem Stuttgarter Kunsthändler anzutreten. Ab 1796 war er in Heilbronn im Schwäbischen Industrie-Comptoir und Kunstverlag von Friedrich Carl Lang tätig. Durch diese Tätigkeit kam er wahrscheinlich zur Malerei, obwohl dies möglicherweise auch durch eine familiäre Veranlagung zu erklären ist: Der Tübinger Porträtist Jakob Friedrich Dörr war sein Onkel und der Universitätszeichenlehrer Christoph Friedrich Dörr sein Vetter. Nach dem Bankrott der Firma 1798 ging Dörr in die Schweiz, wo er sich längere Zeit aufhielt, unter anderem in Basel, damals eines der Zentren der Vedutenmalerei. Dort bildete er sich autodidaktisch zum Landschaftsmaler und Musiker aus.

### Porträtsintermezzo
Dörr kehrte nach Deutschland zurück mit einer Fülle Schweizer Skizzen und wohnte ab 1814 bis zu seinem Tod in Heilbronn. Dort fertigte er zunächst mehrere Porträts, hervorzuheben sind die der Familie eines reichen Heilbronner Kaufmanns namens von Rauch. Die Gestaltung der Gesichter und der Kleider ist hier von zeichnerischer Schärfe und einer Wirklichkeitsnähe, die dem Stil von Johann Baptist Seele nahekommt. Die kalten Farben, das fahle Licht, das die Gesichter grell hervorhebt, und die scharfe Modellierung gehen noch über Seele hinaus. Die herben Züge – selbst im Porträt der Frau – werden in keiner Weise gemildert. Die plastische und zeichnerische Anlage, die kühle Gehaltenheit, in der sich die Menschen zeigen sowie die geistige Spannung mögen vom französischen Porträt, etwa von Ingres oder David beeinflusst worden sein. Dörrs Menschenauffassung, die in diesen Bildern zum Ausdruck kommt, lässt sich mit den romantischen Ansichten der späteren Jahre nicht in Einklang bringen, so dass es nicht verwunderlich ist, dass er die Porträtmalerei aufgab.

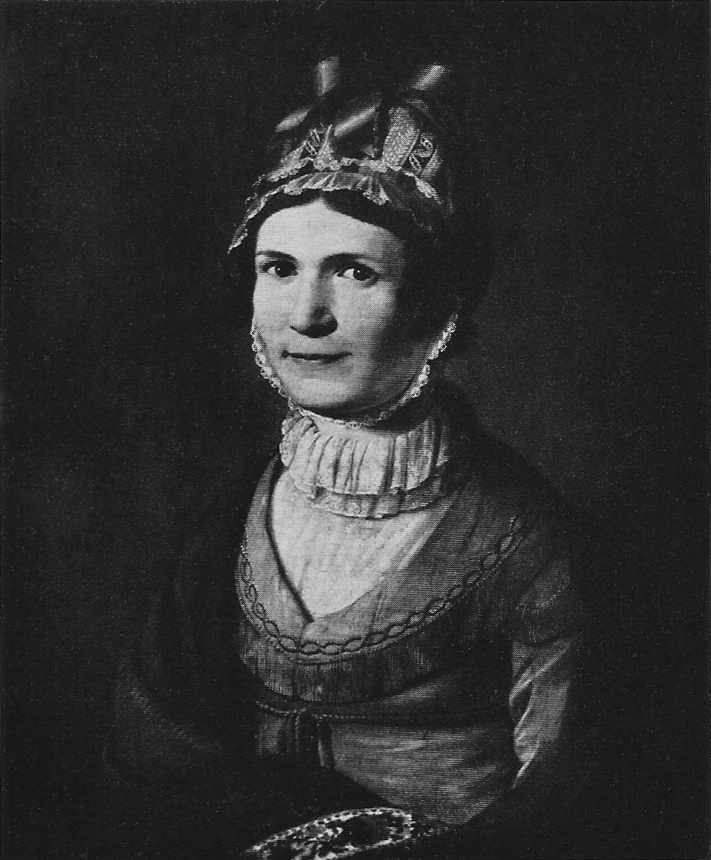
Luise von Rauch (Ölgemälde, 1815)
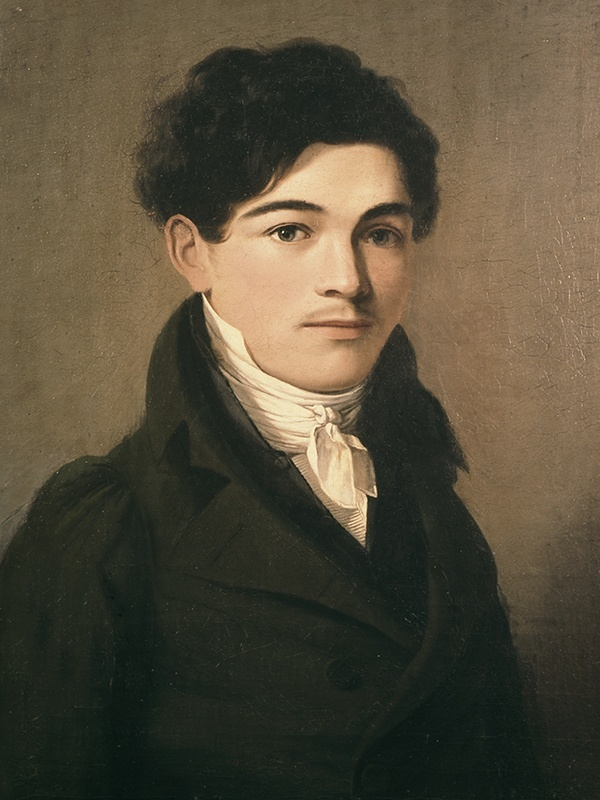
Der Heilbronner Papierfabrikant Adolf von Rauch (Ölgemälde, 1815)
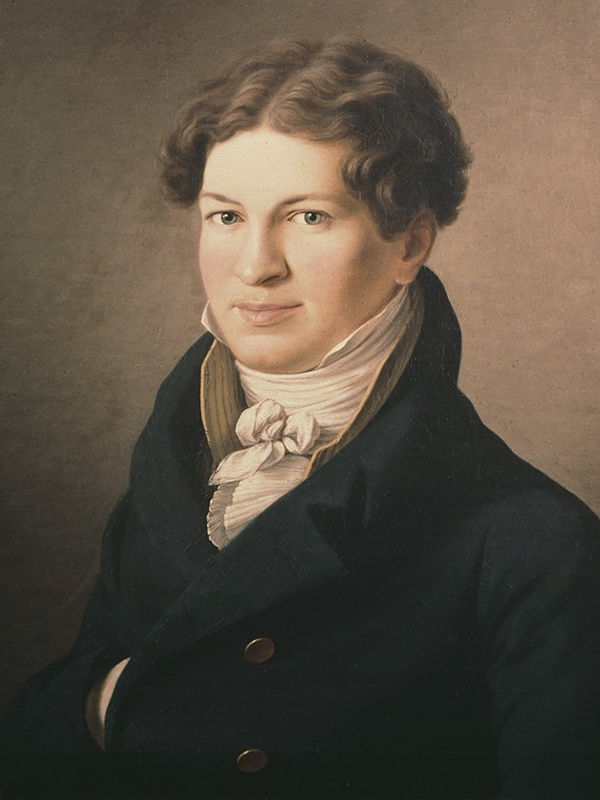
Der Heilbronner Papierfabrikant Moriz von Rauch (Ölgemälde, 1815)

### Landschaftsmalerei

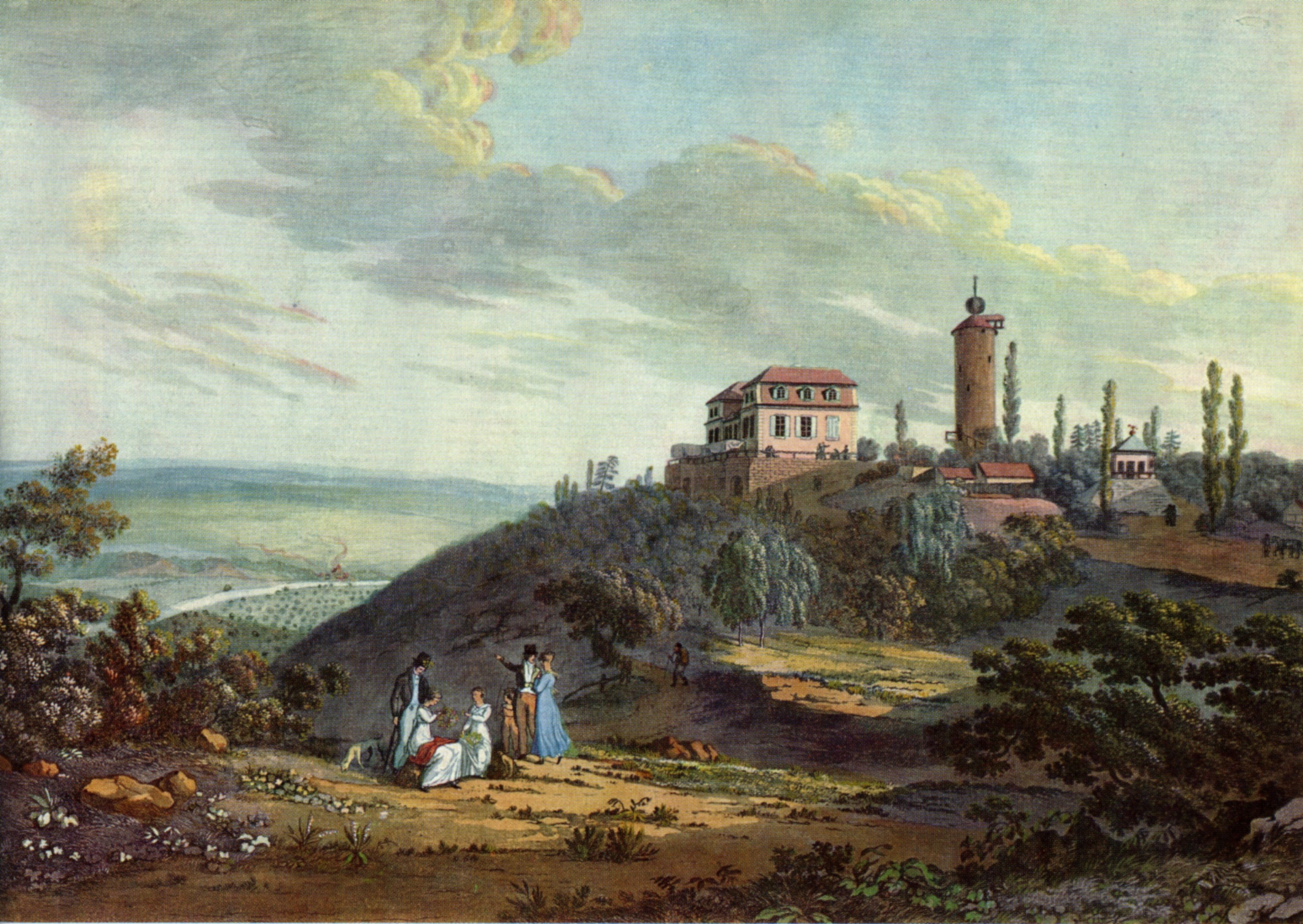
Der Heilbronner Wartberg. Gouachemalerei, 1820

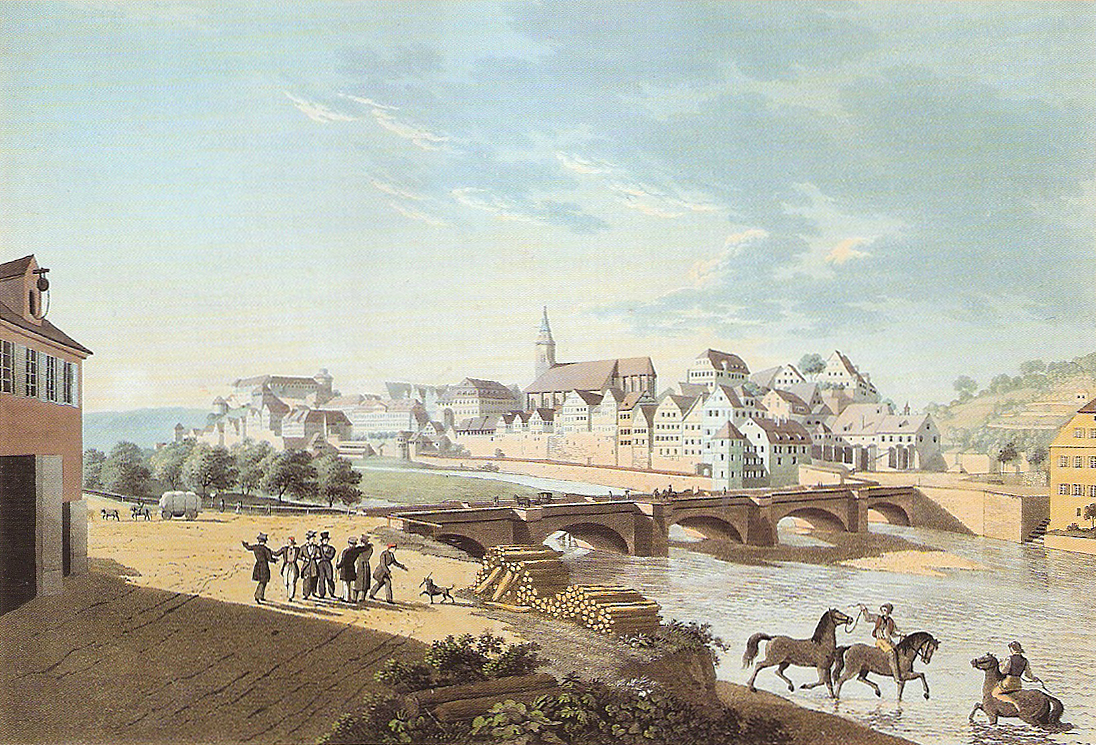
Tübingen von der Neckarseite (kolorierte Aquatinta, ca. 1820)

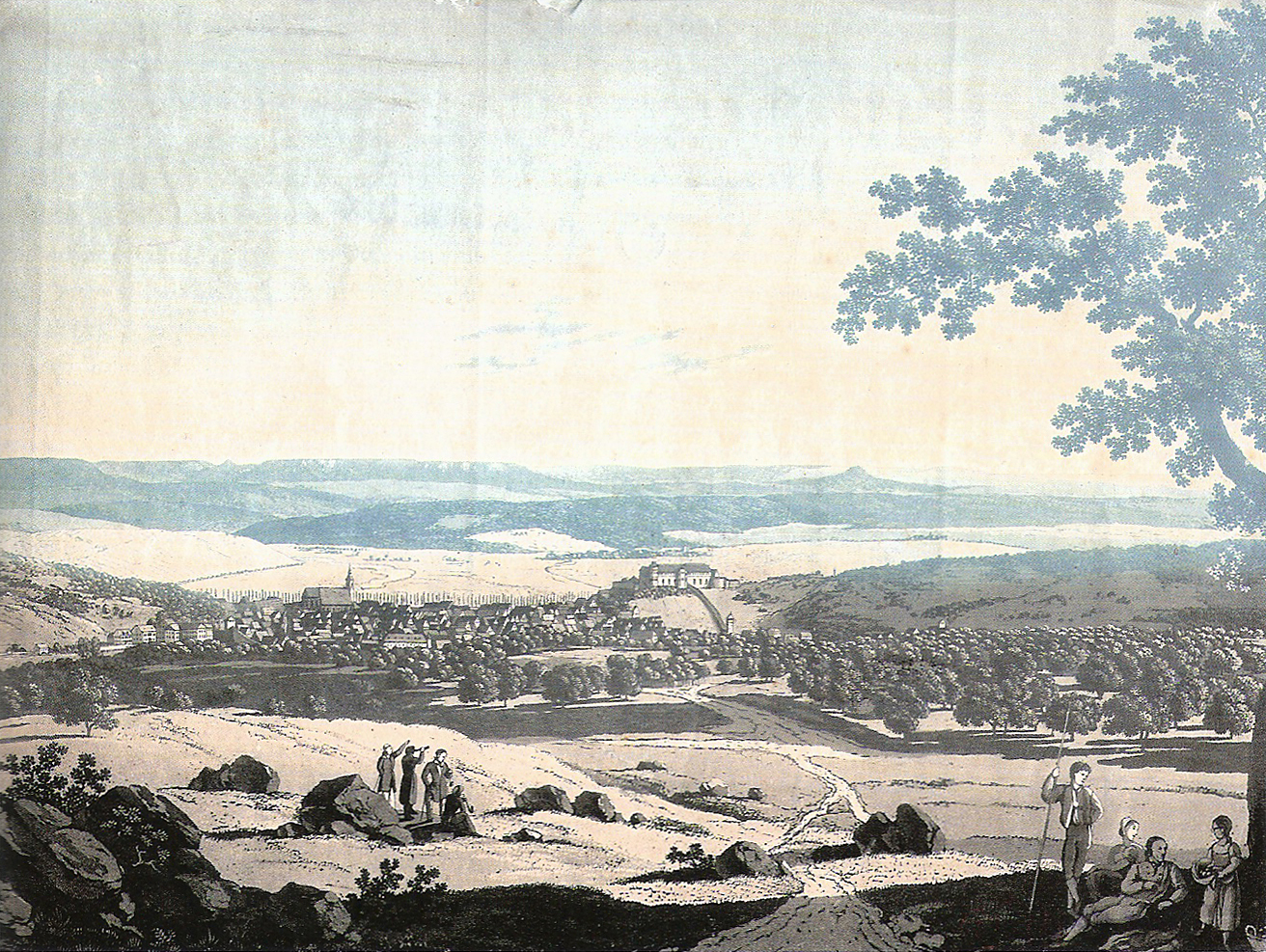
Tübingen vom Steinenberg (Aquatinta, ca. 1820)

In Heilbronn lernte Dörr Justinus Kerner kennen, mit dem ihn eine lebenslange Freundschaft verband, und andere Mitglieder des Schwäbischen Dichterkreises, insbesondere Karl Mayer und Ludwig Uhland. Die Freundschaft mit dem berühmten Dichter war sicher für Dörrs künstlerische und gesellschaftliche Etablierung von Bedeutung. Einen guten Ruf hatte er auch dank seiner Fähigkeit, sich kunsttheoretisch über seine Bilder zu äußern. Doch dauerhafte Anerkennung bekam er dank unbestrittener Werte seines Könnens. Dörr war ein „großer, dicker, lebenslustiger Mann, unendlich gutmütig …“ Die in Basel geknüpften Kontakte pflegte er weiter: er ist mehrfach hingefahren und hielt sich dort längere Zeit auf.
Obwohl in Heilbronn wohnhaft, verlor Dörr nie den Kontakt zu seiner Heimatstadt Tübingen. Er kam öfter nach Tübingen, um Veduten zu zeichnen. Auch einige Genreszenen aus der Heimatstadt sind in seinem Nachlass enthalten. Er stellte seine Bilder regelmäßig dort aus. Da Tübingen über keine speziellen Schauräume verfügte, fanden diese Verkaufsausstellungen – wie übrigens auch von anderen durchreisenden Künstlern – in Gasthäusern statt, zum ersten Mal nachweislich 1828 im Gasthof „Traube“. Gasthäuser eigneten sich gut zu diesem Zweck, weil Veduten überwiegend nicht von Einheimischen, sondern von Besuchern gekauft wurden, die ja Gasthäuser sowieso besuchten. Auch kurz nach Dörrs Tod fand eine Ausstellung seiner Bilder im Tübinger Gasthof „Lamm“ statt.
Der Württembergische Kunstverein kaufte seit 1827 Dörrs Bilder an. Dadurch sind viele erhalten, darunter auch eine Fülle Skizzen aus der Schweiz.
Der Tod ereilte Dörr im Schlaf im Alter von knapp 65 Jahren. Anlässlich seines Todes schrieb Justinus Kerner einen Nachruf in Form eines Gedichtes (9 Vierzeiler) Des Landschaftsmaler Karl Dörr’s Tod.

## Leistungen
Dörrs Landschaftsbilder lassen sich in vier Gruppen unterteilen: romantische Ideallandschaften, dokumentarische Veduten, Genreszenen und Mondscheinlandschaften. An seinen „transparenten“ Bildern schätzte man, dass sie eine seltene „Meisterschaft in der Behandlung von Luft und Licht“ darstellten. Dabei wusste Dörr dies mit „der glücklichen Wahl der für solche Beleuchtung besonders geeigneten landschaftlichen Punkte“ so zu kombinieren, dass sie sowohl auf den Kenner, als auch auf den Laien „einen wahrhaft zauberhaften Eindruck hervorbringen“. Besonders schätzte man seine Mondscheinlandschaften, von denen sich leider keine einzige erhalten hat.

## Arbeiten (Auswahl)
Ein kleiner Teil der Werke befindet sich in den Sammlungen der Städtischen Museen Heilbronn (maximal 8) und des Stadtmuseums Tübingen (unter 20). Darunter gibt es kein Ölgemälde, es überwiegen Drucktechniken (Aquatinta und Lithographie). Wie viele seiner Werke sich im Privatbesitz befinden, ist nicht abzuschätzen, da niemals ein Katalog seiner Werke entstand.

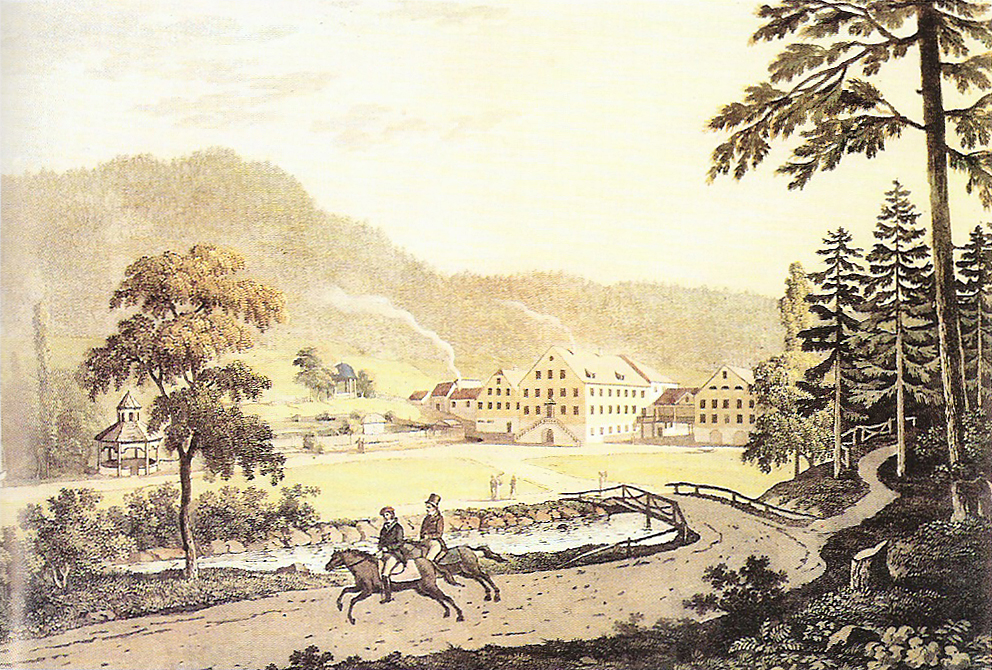
Das Niedernauer Bad (Aquatinta, ca. 1810)
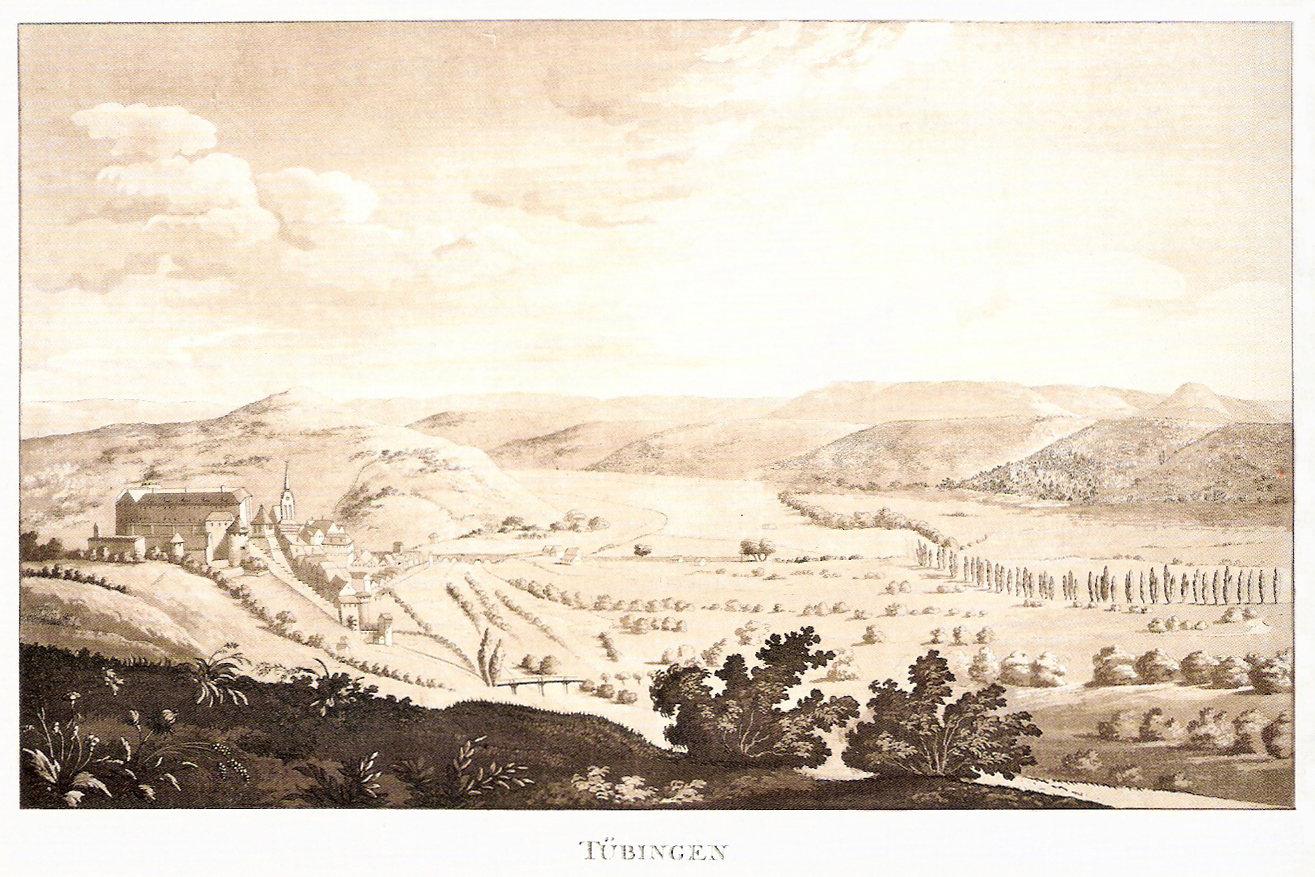
Tübingen und Neckartal vom Schlossberg (Aquatinta, ca. 1820)
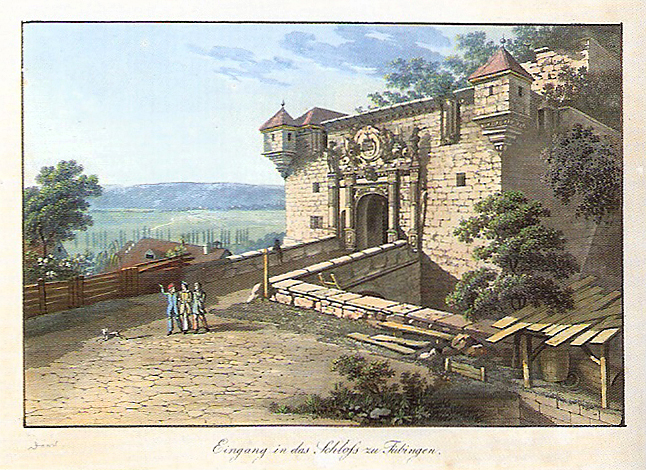
Eingang in das Schloss zu Tübingen (kolorierte Aquatinta, ca. 1825)
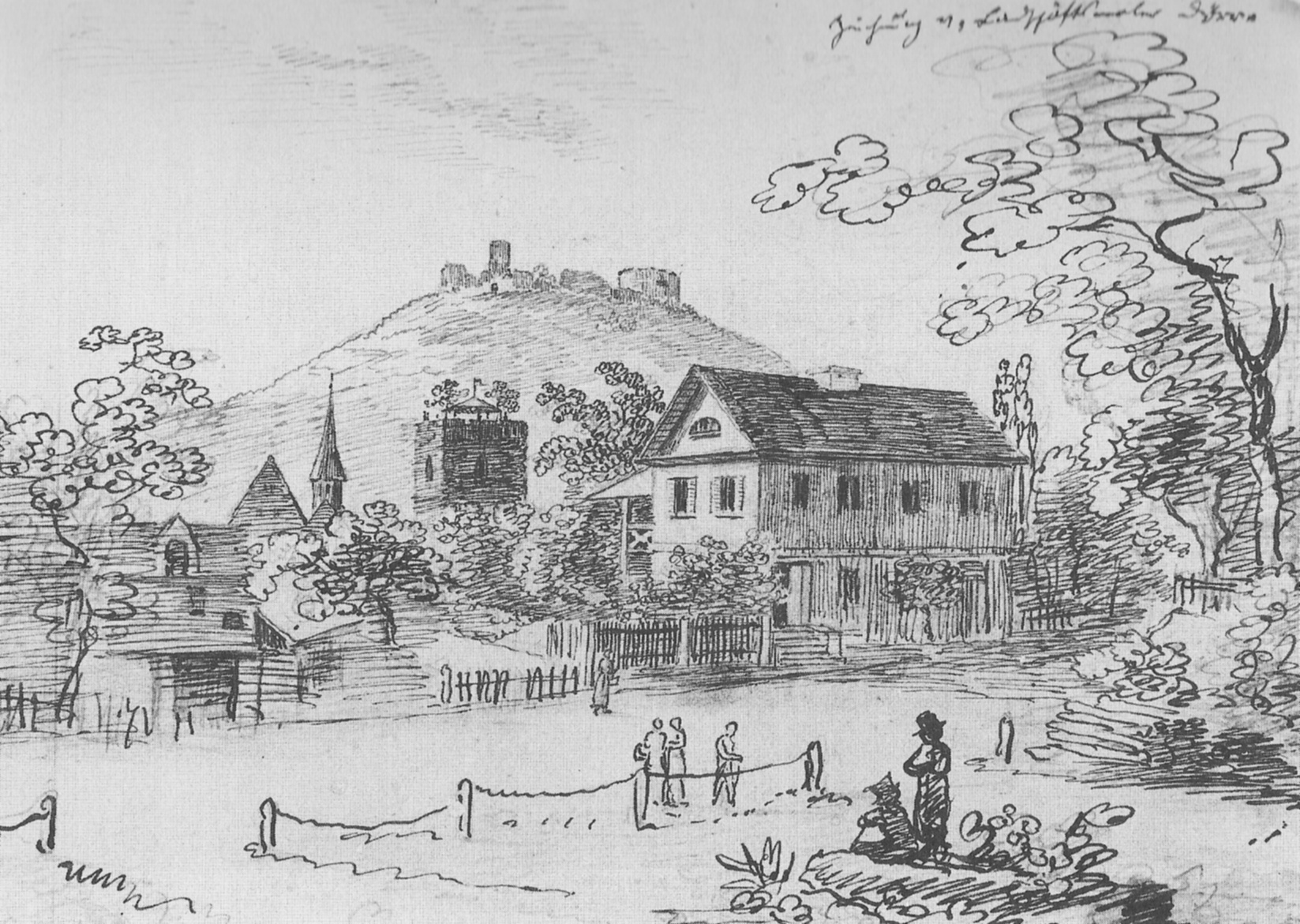
Weinsberg, Kernerhaus (Tuschezeichnung, um 1826)
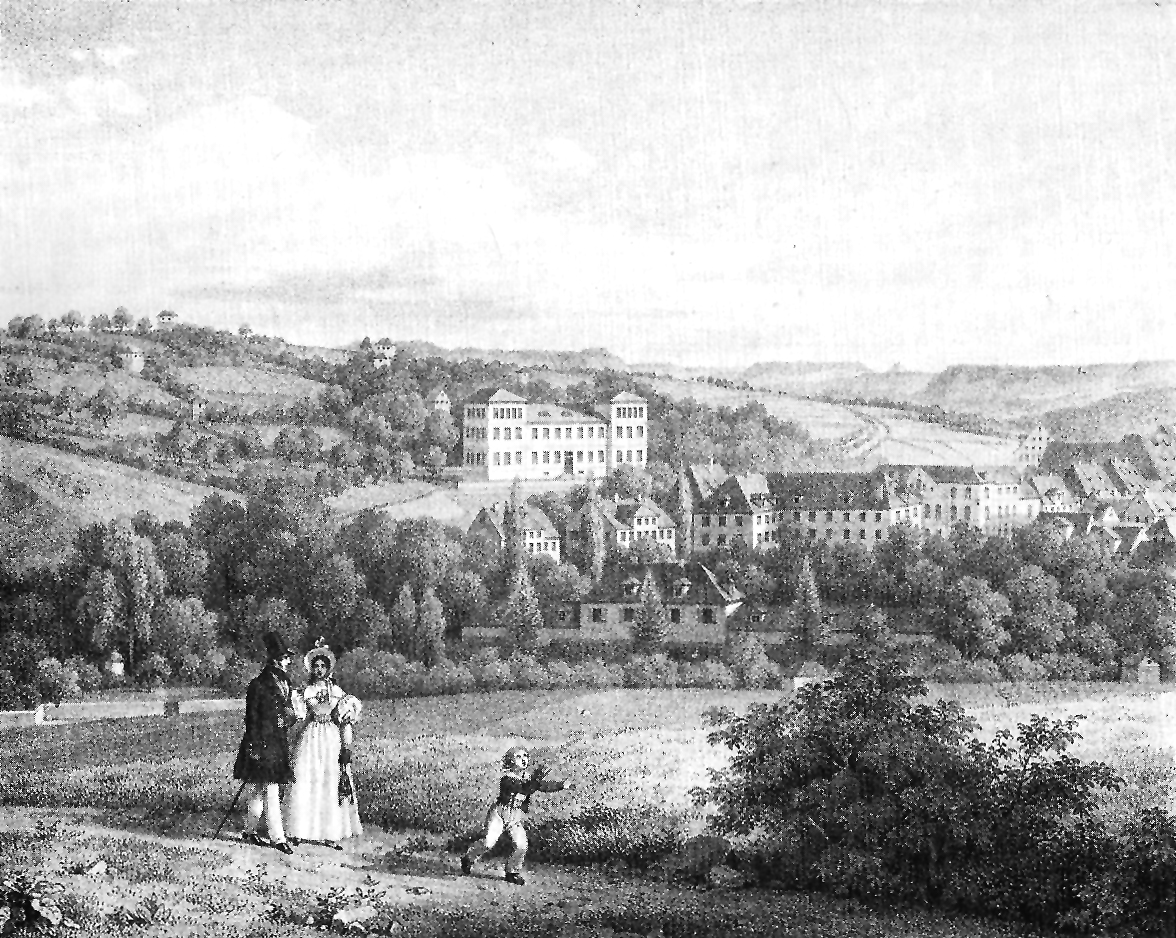
Anatomieinstitut (Lithographie, lithographiert von Carl Friedrich Heinzmann, 1836)

### Werke zu Tübingen und Umgebung
Alle, soweit nicht anders angegeben, Stadtmuseum Tübingen
- ca. 1810 Das Niedernauer Bad (Aquatinta koloriert, 19 × 30 cm; Städtisches Museum Ludwigsburg)
- ca. 1820: Blick vom Föhrberg auf Tübingen und die Alb (Aquatinta, 24,3 × 35,2 cm)
- ca. 1820 Tübingen und Österberg von der Höhe westlich des Schlossberges (Aquatinta, 18,5 × 30 cm)
- ca. 1820 Tübingen vom Steinenberg aus (Aquatinta, 23,5 × 31 cm)
- ca. 1820 „Tübingen und das St. Blasii Bad“ [=Bläsibad, im Hintergrund Bläsiberg] (Aquatinta, 24 × 34 cm)
- ca. 1825: Tübingen von der Neckarseite, rechts Neckarmüllerei (Aquatinta, 24,5 × 36,3 cm)
- ca. 1825: Blick vom Österberg, darüber Studie von Schloss und Kirche (z. T. aquarellierte lavierte Tusche, 17,7 × 28,7 cm)
- ca. 1825 „Eingang in das Schloß zu Tübingen“ (Aquatinta koloriert, 16,8 × 25,5 cm und 23 × 33,5 cm)
- ca. 1825: Im Garten der Schlossküferei (lavierte Tusche und Bleistift, 17,3 × 25,8 cm, Studie zum nächsten)
- ca. 1825: Im Garten der Schlossküferei (Aquatinta koloriert, 17 × 25,7 cm; auch andere Formate)
- 1836: „Ansicht des anatomischen Theaters zu Tübingen“ [Anatomieinstitut] (Lithographie, 16,3 × 20,4 cm, gezeichnet von Dörr, lithographiert von Carl Friedrich Heinzmann)

### Werke zu Heilbronn und Umgebung
- ca. 1820 Weinsberg und die Weibertreu von Südwesten (kolorierte Radierung)
- ca. 1820 Der Heilbronner Wartberg (Gouache)
- ca. 1820 Weinlese in der Gegend von Heilbronn (Aquatinta koloriert, 25 × 35 cm)
- 1820/25 Markt zu Heilbronn (Blick nach Osten mit Rathaus und Kilianskirche; Druckgrafik)
- ca. 1826 Kernerhaus in Weinsberg (Tuschezeichnung)

### Porträts
- um 1815 Stabshauptmann Ignaz von Stadlinger (Miniatur; ehemals Städtische Museen Heilbronn[11])
- um 1815 Johann Moriz von Rauch[12] [Heilbronner Kaufmann] (Öl auf Leinwand)
- um 1815 Luise von Rauch geb. Merz [Gattin von J. M. von Rauch] (Öl auf Leinwand, 60 × 51,5 cm)
- um 1815 Moriz von Rauch [Sohn von J. M. von Rauch] (Öl auf Leinwand)
- um 1815 Adolf von Rauch [Sohn von J. M. von Rauch] (Öl auf Leinwand)
- um 1815 Kinderbildnis aus der Familie von Orth